# 전장 조명
전장 조명(battlefield illumination)은 전장에서, 특히 야간 전투시 전투를 용이하기 위해 사용하는 조명 및 조명 기술을 의미한다. 약한 빛 속에서 싸우는 군대에 대한 위험과 위험은 고대 중국 시대부터 알려져 왔다. 전기 시대가 도래하기 전에는 전장에서 가시성을 높이기 위해 불이 사용되었다.
현대 군대에서는 인공 조명을 만들기 위해 다양한 장비와 방전 장치를 사용한다. 자연광이 없으면 가시광선이나 적외선을 사용하는 탐조등과 조명탄을 사용할 수 있다. 빛은 전자적으로 감지될 수 있으므로 현대 전쟁에서는 적외선 카메라와 영상 강화 장치를 사용하여 야간 투시경의 사용이 증가했다.

## 종류

### 조명탄
조명탄(flare)은 전투에서 가장 많이 사용하는 일반적인 조명 기술로 빛을 내는 폭발물이다.

### 서치라이트
서치라이트(searchlights)는 전장을 직접 비출 수 있는 대형 전조등이다. 주로 포로수용소와 같은 시설물 관리에 많이 사용된다.

## 같이 보기
- 조명